# Крістофер Скарвер
Крістофер Ска́рвер (англ. Christopher Scarver ; 6 липня 1969, Мілвокі, Вісконсин) — американський грабіжник і вбивця, який отримав національну популярність після вбивства у в'язниці Джеффрі Дамера — відомого серійного вбивці, скоєного 28 листопада 1994 року. Справжні мотиви нападу залишилися невідомими, сам Скарвер після вбивства симулював божевілля, лише через два десятиліття в інтерв'ю Крістофер Скарвер розповів причину, через яку він зважився на вбивство Дамера.

## Ранні роки
Крістофер Скарвер народився 6 липня 1969 року в Мілвокі, штат Вісконсин. Крістофер був другою дитиною в сім'ї з п'яти дітей, відвідував школу James Madison High School, яку покинув у 11-му класі. Кинувши школу, якийсь час Крістофер перебивався випадковими заробітками. Для отримання кваліфікованої спеціальності Скарвер у 1989 році через організацію Conservation Corps job program, яка займалася підготовкою кваліфікованих фахівців, вступив до однорічного навчального закладу на спеціальність тесляра з можливістю подальшого працевлаштування. Після зміни керівників в організації Крістофер втратив місце та був відрахований. Впавши в депресію, Скарвер почав вести саморуйнівний спосіб життя, у нього розвинулася алкогольна та наркотична залежність. Усе це призвело до того, що навесні 1990 року Скарвер був вигнаний з будинку своєю матір'ю. Дізнавшись про вагітність своєї дівчини і залишившись без засобів для існування, Крістофер Скарвер зважився на скоєння злочинів.

## Перше вбивство та арешт
1 червня 1990 року Крістофер Скарвер прийшов до офісу фірми Conservation Corps job program. Він спробував пограбувати менеджера Джона Файєна, якого вважав винуватцем своїх невдач. Після отримання 15 доларів від Файєна Скарвер застрелив робітника Стіва Ломана і зажадав від Файєна більшої суми. Після отримання чека на кілька тисяч доларів злочинець утік. Через 2 години Крістофера Скарвера заарештували біля порога будинку своєї дівчини. Під час його обшуку було знайдено чек, гроші, кредитну картку та знаряддя вбивства. Після арешту Скарвер заявив, що став черговою жертвою расизму.
Крістофер був звинувачений у вбивстві Стіва Ломана і в 1992 році був засуджений до довічного позбавлення волі з правом подання клопотання на умовно-дострокове звільнення в 2042 році, після чого був етапований для відбування покарання у в'язницю суворого режиму Columbia Correctional Institution в штаті Вісконсін.

## Вбивство Джеффрі Дамера
28 листопада 1994 року Крістофер Скарвер здійснив напад на ув'язнених Джеффрі Дамера і Джессі Андерсона, завдавши їм важких каліцтв. Усі троє того ранку були призначені на прибирання туалетів і душових кабін поруч з тренажерним залом. Ув'язнених залишили без нагляду на 20 хвилин, протягом яких між Скарвером та його напарниками стався конфлікт, який закінчився побиттям Дамера та Андерсона. О 8.10 ранку Дамера було знайдено непритомним і через годину від отриманих травм голови він помер. Андерсон помер за кілька днів. Скарвер не побажав пояснити мотив свого вчинку, посилаючись на голоси в голові, і став виявляти ознаки психічного розладу. Було зроблено припущення, що основним мотивом убивств Скарвера була расова ненависть, оскільки серед жертв Дамера було 13 афроамериканців, а Андерсон звинувачував у вбивстві своєї дружини, за яке відбував термін, двох чорношкірих. Крістоферу Скарверу були пред'явлені нові звинувачення, і в травні 1995 він був засуджений ще до двох довічних ув'язнень за вбивства Дамера і Андерсона.

## В ув'язненні
У 1995 році Крістофер Скарвер був переведений до в'язниці штату Колорадо, де провів 5 років і пройшов курс тривалої реабілітації від психічних розладів, після чого був переведений до в'язниці Wisconsin Secure Program Facility, де також проходив курс лікування. Скарверу було призначено помилкове лікування, внаслідок якого він двічі намагався вчинити самогубство. 2005 року його адвокати подали до суду на керівництво в'язниці, посилаючись на те, що незаконні методи лікування підірвали фізичне та психічне здоров'я ув'язненого. Але в 2006 році позов був відхилений через брак доказів.
У 2015 році Крістофер Скарвер отримав другу хвилю популярності, давши інтерв'ю газеті New York Post, у якому він детально розповів про те, як розвивалися події рано вранці 28 листопада 1994 року. Як справжній мотив вбивства Скарвер вказав особисту ворожість до Джеффрі Дамера через його поведінку у в'язниці, його забав і гумору. В інтерв'ю Скарвер уточнив, що знаряддям вбивства послужив металевий прут, а не черенок від швабри, як повідомлялося раніше.